# Barrage romain de Kasserine
Le barrage romain de Kasserine (arabe : السد الروماني بالقصرين) est un barrage-voûte construit par les Romains au IIe siècle à Kasserine, l'antique Cillium, dans l'ouest de la Tunisie,,.
Haut de 33 pieds (dix mètres) de hauteur, il s'étire sur 500 pieds (152 mètres) de long ; sa base mesure 24 pieds (sept mètres) de largeur et sa crête seize pieds (quatre mètres).
Il assurait la régulation du débit de l'oued Eddarb par le biais d'un orifice et permettait ainsi l'irrigation des terres situées en aval.